# Masahiko Katsuya
Masahiko Katsuya (en japonais : 勝谷 誠彦, Katsuya Masahiko), né le 6 décembre 1960 à Amagasaki dans la préfecture de Hyōgo et mort le 28 novembre 2018 dans la même ville, est un éditorialiste, photographe et polémiste japonais.

## Biographie
Après avoir échoué aux examens d'entrée de l'université de Tokyo et de l'université de Tsukuba, Masahiko Katsuya entre à l'université Waseda en 1980. Il commence à travailler comme rédacteur chez l'éditeur Bungeishunjū après obtention de son diplôme universitaire en 1985.